# Die Bekleidung
Die Bekleidung war eine Modezeitschrift in der DDR von 1954 bis 1961.

## Geschichte
Seit 1954 wurde die Zeitschrift Die Bekleidung vom neuen Institut für Bekleidungskultur (dem späteren Modeinstitut) in Berlin herausgegeben. 
Von 1957 bis 1960 erschien sie im Verlag Die Wirtschaft in Berlin. 1959 (und wahrscheinlich auch in anderen Ausgaben) gab es darin auch Schnittmusterbögen.
1960 übernahm sie der „Verlag für die Frau“ in Leipzig, der sie 1961 einstellte.